# Panamerikanische Spiele 2011/Leichtathletik – 4 × 400 m der Männer
Die 4-mal-400-Meter-Staffel der Männer bei den Panamerikanischen Spielen 2011 fand am 27. und 29. Oktober 2011 im Telmex Athletics Stadium in Guadalajara statt.
Neun Staffeln nahmen an dem Wettbewerb teil. Die Goldmedaille gewann Kuba nach 2:59,43 min, Silber ging an die Dominikanische Republik mit 3:00,44 min und die Bronzemedaille sicherte sich Venezuela mit 3:00,82 min.

## Rekorde
Vor dem Wettbewerb galten folgende Rekorde:
| Weltrekord        | Vereinigte Staaten Andrew Valmon, Quincy Watts Harry Reynolds, Michael Johnson | 2:54,29 min | Weltmeisterschaften in Stuttgart, Deutschland | 22. August 1993 |
| Rekord der Spiele | Jamaika Michael McDonald, Greg Haughton Danny McFarlane, Davian Clarke         | 2:57,97 min | Panamerikanische Spiele in Winnipeg, Kanada   | 30. Juli 1999   |

## Vorläufe
Aus den zwei Vorläufen qualifizierten sich die jeweils drei Ersten jedes Laufes – hellblau unterlegt – und zusätzlich die zwei Zeitschnellsten – hellgrün unterlegt – für das Finale.

### Lauf 1
27. Oktober 2011, 15:35 Uhr
| Platz | Bahn | Land                    | Athleten                                                      | Zeit (min) |
| ----- | ---- | ----------------------- | ------------------------------------------------------------- | ---------- |
| 1     | 7    | Dominikanische Republik | Gustavo Cuesta Arismendy Peguero Yoel Tapia Luguelín Santos   | 3:06,33    |
| 2     | 4    | Kanada                  | Philip Osei Dontae Richards Tremaine Harris Michael Robertson | 3:08,51    |
| 3     | 5    | Jamaika                 | Michael Mason Omar Johnson Annert Whyte Jason Livermore       | 3:10,05    |
| 4     | 6    | Mexiko                  | José Luis Ceballos Orlando García Juan Stenner Jorge Alonzo   | 3:12,18    |

### Lauf 2
27. Oktober 2011, 15:45 Uhr
| Platz | Bahn | Land               | Athleten                                                    | Zeit (min) |
| ----- | ---- | ------------------ | ----------------------------------------------------------- | ---------- |
| 1     | 3    | Kuba               | Júnior Díaz Noel Ruíz Amaurys Valle William Collazo         | 3:04,33    |
| 2     | 5    | Venezuela          | Arturo Ramírez Alberto Aguilar José Acevedo Omar Longart    | 3:04,67    |
| 3     | 6    | Vereinigte Staaten | Bryan Miller Jeremy Dodson Perrisan White Joshua Scott      | 3:07,57    |
| 4     | 7    | Bahamas            | Wesley Neymour Chris Brown Jamial Rolle Ramon Miller        | 3:09,68    |
|       | 4    | Belize             | Kenneth Medwood Jayson Jones Linford Avila Kenneth Brackett | DNF        |

## Finale
29. Oktober 2011, 18:50 Uhr
| Platz | Bahn | Land                    | Athleten                                                         | Zeit (min) |
| ----- | ---- | ----------------------- | ---------------------------------------------------------------- | ---------- |
|       | 4    | Kuba                    | Noel Ruíz Raidel Acea Omar Cisneros William Collazo              | 2:59,43    |
|       | 6    | Dominikanische Republik | Arismendy Peguero Luguelín Santos Yoel Tapia Gustavo Cuesta      | 3:00,44    |
|       | 5    | Venezuela               | Arturo Ramírez Alberto Aguilar José Acevedo Omar Longart         | 3:00,82    |
| 4     | 8    | Vereinigte Staaten      | Joshua Scott Bryan Miller Lee Moore Reuben McCoy                 | 3:03,91    |
| 5     | 7    | Kanada                  | Philip Osei Dontae Richards Tremaine Harris Michael Robertson    | 3:07,12    |
| 6     | 3    | Mexiko                  | José Luis Ceballos José Juan Esparza Juan Stenner Orlando García | 3:11,52    |